# Гейтсхед (футбольный клуб, 1899)
Клуб футбола ассоциации «Гейтсхед» (англ. Gateshead Association Football Club) — английский футбольный клуб, который базировался в Гейтсхеде, графство Дарем (ныне — графство Тайн-энд-Уир). Был сформирован в 1899 году под названием «Саут-Шилдс Аделейд Атлетик» в городе Саут-Шилдс. С 1910 по 1933 год был известен под названием «Саут-Шилдс». После переезда в Гейтсхед в 1930 году изменил название на «Гейтсхед».
Выступал в Футбольной лиге Англии с 1919 по 1960 год. Впоследствии играл в региональных лигах. В 1973 году клуб был расформирован, после чего был создан клуб «Гейтсхед Юнайтед».

## История

### «Саут-Шилдс»
Попытки создания клуба в городе Саут-Шилдс предпринимались с 1889 года, было организовано несколько команд, игравших в местных турнирах. Однако официально считается, что клуб был основан в 1899 году Джеком Инскипом (англ. Jack Inskip) под названием «Саут-Шилдс Аделейд Атлетик» (англ. South Shields Adelaide Athletic). Название отражало название улицы (Аделейд-стрит) в городе Саут-Шилдс, где проживал основатель клуба. В первые годы своего существования команда выиграла ряд местных юношеских турниров: Молодёжный альянс Саут-Шилдс (South Shields Junior Alliance), Первый дивизион молодёжной лиги Саут-Шилдс ('A' Division of the South Shields Juvenile League), Лигу Шилдса и окрестностей (Shields & District League) и Молодёжную лигу Тайнсайда (Tyneside Junior League). В 1905 году «Саут-Шилдс» стал одним из основателей Лиги Тайнсайда (Tyneside League) и выиграл первый сезон этого турнира. В сезоне 1906/07 клуб вновь выиграл Лигу Тайнсайда, а в 1907 году вступил в Северный футбольный альянс (Northern Football Alliance). Сезон 1907/08 «Саут-Шилдс» завершил на четвёртом месте Северного альянса, после чего команда была приглашена в Северную восточную лигу (North Eastern League). В сезоне 1908/09 команда заняла второе место в этом турнире.
В 1910 году клуб сменил название на «Саут-Шилдс», отбросив уточнение «Аделейд Атлетик», и стал компанией с ограниченной ответственностью (limited company). В 1912 году главным тренером клуба был назначен экс-игрок сборной Англии Артур Бриджетт. В сезоне 1912/13 команда заняла второе место в Северной восточной лиге, после чего подала заявку на вхождение в Футбольную лигу Англии. Заявка не получила ни единого голоса поддержки. В сезонах 1913/14 и 1914/15 «Саут-Шилдс» выигрывал чемпионский титул Северной восточной лиги, после каждого сезона вновь пытаясь войти в состав Футбольной лиги: в 1914 году заявка клуба получила один голос поддержки, а в 1915 году уже 11 голосов, однако «Лестер Фосс» и «Сток» набрали 33 и 21 голос соответственно, и были переизбраны в Футбольную лигу, а занявший третье место в голосовании «Саут-Шилдс» в турнир не попал. В тех двух чемпионских сезонах в Северной восточной лиги клуб проиграл только четыре матча и забил 293 мяча в 76 играх.
Во время Первой мировой войны «Саут-Шилдс» играл в Комбинации Тайнсайда (Tyneside Combination), выиграв этот турнир в сезоне 1915/16, и в Северной виктори-лиге (Northern Victory League).
После возобновления общенациональных турниров после завершения войны Футбольная лига Англии приняла решение о расширении. «Саут-Шилдс» подал заявку и получил 28 голосов, после чего был включён в состав Второго дивизиона Футбольной лиги. Свой первый сезон в составе Футбольной лиги команда завершила на 9-м месте Второго дивизиона. В течение первых семи сезонов во Втором дивизионе «Саут-Шилдс» занимал места в верхней части турнирной таблицы, за исключением сезона 1922/23, когда команда заняла 13-е место. Сезон 1927/28 команда завершила на последнем 22-м месте Второго дивизиона и выбыла в Третий северный дивизион Футбольной лиги.
Клуб начал испытывать финансовые проблемы, и в 1930 году перебазировался в близлежащий город Гейтсхед, сменив название на «Гейтсхед» (Gateshead Association Football Club).

### «Гейтсхед»
Свой первый сезон под новым названием клуб «Гейтсхед» завершил на 9-м месте Третьего северного дивизиона. В сезоне 1931/31 команда заняла второе место лиге, набрав равное количество очков с клубом «Линкольн Сити», но упустила чемпионский титул и повышение во Второй дивизион из-за худшего соотношения забитых и пропущенных мячей. Сезон 1936/37 «Гейтсхед» завершил на предпоследнем 21-м месте Третьего дивизиона. Команда подала заявку на переизбрание, которая была удовлетворена, получив 34 голоса. После Второй мировой войны команда вновь занимала второе место в своём дивизионе: это случилось в сезоне 1949/50. В 1950-е годы «Гейтсхед» относительно удачно выступал в рамках Кубка Англии: в сезоне 1951/52 дошёл до четвёртого раунда, а в сезоне 1952/53 вышел в четвертьфинал, по ходу турнира обыграв «Ливерпуль», «Халл Сити» и «Плимут Аргайл» и проиграв будущему финалисту Кубка «Болтон Уондерерс» в четвертьфинале со счётом 0:1. В тот период за команду выступали братья Каллендер (Том и Джек), на двоих установившие рекорд Футбольной лиги по количеству матчей, сыгранных за один клуб родными братьями .
В 1958 году Футбольная лига была реструктурирована: вместо двух региональных зон Третьего дивизиона появился единый Третий и новый Четвёртый дивизион Футбольной лиги. Так как сезон 1957/58 «Гейтсхед» завершил на 14-м месте, команда была переведена в Четвёртый дивизион. В сезоне 1959/60 команда 22-е место и, наряду с тремя другими командами, занявшие четыре последние места, подала заявку о переизбрании в Футбольную лигу. Однако при голосовании «Гейтсхед» получил меньше голосов, чем остальные команды Четвёртого дивизиона и даже меньше, чем «Питерборо Юнайтед», который не входил в Футбольную лигу. В результате «Гейтсхед» покинул состав Футбольной лиги, его место в Четвёртом дивизионе занял «Питерборо Юнайтед».
В 1960 году «Гейтсхед» вернулся в Лигу северных графств (основанную вместо Северной восточной лиги, где клуб выступал с 1908 по 1915 год). В этом турнире «Гейтсхед» играл вместе с клубом «Саут-Шилдс», который был основан в 1936 году в Саут-Шилдс через шесть лет после переезда оригинального «Саут-Шилдс» в Гейтсхед. В сезоне 1960/61 команда заняла 4-е место в лиге и выиграла местный кубок лиги. В 1961 году клуб безуспешно пытался вернуться в Футбольную лигу, получив только три голоса поддержки, тогда как худший клуб Футбольной лиги «Хартлпулз Юнайтед» получил 32 голоса и остался в турнире. Год спустя «Гейтсхед» вновь подал заявку на вхождение в Футбольную лигу, но получил только четыре голоса, чего было недостаточно.
В 1962 году «Гейтсхед» вступил в Северную региональную лигу (North Regional League), где в основном играли резервные команды клубов Футбольной лиги. Заявка клуба 1963 года на переизбрание в Футбольную лигу набрала только четыре голоса и опять завершилась неудачей. В сезоне 1963/64 клуб выиграл Северную региональную лигу, а по окончании сезона вновь получил только четыре голоса поддержки от участников Футбольной лиги. За этим последовали безуспешные заявки в 1965-м (четыре голоса) и в 1966-м году (один голос). В 1968 году клуб стал одним из основателей Северной премьер-лиги (Northern Premier League). Однако завершения сезона 1969/70 на последнем месте в Северной премьер-лиге «Гейтсхед» выбыл в Лигу Уирсайда (Wearside League), заменив там свою резервную команду. В сезоне 1970/71 «Гейтсхед» занял в Лиге Уирсайда второе место, после чего вновь попытался вернуться в Футбольную лигу, но не получил ни одного голоса поддержки. В 1971 году клуб вступил в Мидлендскую лигу (Midland League), где провёл два сезона. В 1973 году клуб был расформирован.
Другой клуб «Саут-Шилдс», основанный в 1936 году, повторил историю своего предшественника, и также переехал из Саут-Шилдс в Гейтсхед и в 1974 году став называться «Гейтсхед Юнайтед». Однако клуб просуществовал только до 1977 года, после чего был основан новый клуб «Гейтсхед».

## Достижения
- Северная восточная лига (North Eastern League)
  - Чемпион: 1913/14, 1914/15
  - Обладатель кубка лиги: 1960/61
- Северная региональная лига (North Regional League)
  - Чемпион: 1963/64
- Комбинация Тайнсайда (Tyneside Combination)
  - Чемпион: 1915/16
- Лига Тайнсайда (Tyneside League)
  - Чемпион: 1905/06, 1906/07
- Лига Шилдс и окрестностей (Shields & District League)
  - Чемпион: 1904/05
- Переходящий кубок Дарема (Durham Challenge Cup)
  - Обладатель: 1910/11, 1913/14
- Чёрный кубок (Black Cup)
  - Обладатель: 1912/13, 1913/14[1]
- Кубок госпиталя Ингема (Ingham Infirmary Cup)
  - Обладатель: 1913/14[1]

## Рекорды
- Лучшее выступление в  Кубке Англии: четвертьфинал, 1952/53[7]
- Наибольшее количество матчей: Джек Каллендер[англ.], 470 (1946—1958)[11]